# Honigmond
Honigmond ist eine 1995 entstandene deutsche Filmkomödie des Schauspielers Gabriel Barylli mit Veronica Ferres, Anica Dobra und Julia Stemberger in den Hauptrollen dreier WG-Bewohnerinnen und ihrem Liebesleid. Die Geschichte basiert auf Baryllis gleichnamigem Bühnenstück.

## Handlung
Die drei Protagonistinnen dieser Geschichte, Barbara, Linda und Christine, teilen ein und dasselbe Problem wie ihre Geschlechtsgenossinnen: Die Erfahrungen mit Männern, die sie gemacht haben, lassen in ihren Augen nur einen Schluss zu: Die Kerls taugen nichts! Christine studiert Psychologie, was ihr im Umgang mit dem „starken Geschlecht“ bislang auch nichts geholfen hat. Sie teilt sich eine Wohnung mit der patenten blonden Werbefachfrau Linda. Die brünette Christine trauert noch immer ihrem Ex-Freund nach, während Linda die Typen allenfalls als Bettpartner ernst nimmt und eine dementsprechend lockere Sexualmoral an den Tag legt. Dass ihr die Männerherzen und gelegentlich auch der eine oder andere Heiratsantrag entgegenfliegen, macht sie jedoch auch nicht glücklicher, zumal sie mit ihrer Schwangerschaft ziemlich allen dasteht.
Als Dritte im Bunde stößt schließlich die sehr weibliche Barbara hinzu. Zwar ist sie bereits seit sieben Jahren gebunden und wähnt sich, fest an die Existenz der ewigen und einzig glücklich machenden Liebe glaubend, im siebenten Himmel, doch auch hier trügt der Schein: Traummann Manuel betrügt sie ganz banal mit seiner Sekretärin. Bei Rotwein und Kerzenschein heulen sich die drei WG-Frauen erst einmal richtig aus. Nach einem hochverdienten Boxhieb coram publico an Manuels Kinn, entschließt sich aber auch Barbara, ihr Leben grundlegend zu ändern und sich nicht länger mehr mit der Rolle des braven Heimchens am Herd zufriedenzugeben …

## Produktionsnotizen
Honigmond entstand zwischen dem 10. Januar und dem 15. Februar 1995 in Wien und München und wurde am 11. April 1996 uraufgeführt. Der Film entstand in Zusammenarbeit mit dem Privatfernsehsender Pro7. Die Fernsehpremiere fand auf diesem Sender am 7. April 1998 statt.
Dieter Nobbe übernahm die Herstellungsleitung, Peter Huschka die Produktionsleitung. Egon Strasser zeichnete für die Ausstattung verantwortlich.

## Kritiken
Der an der Kinokasse floppende Film fand bei der Kritik nur wenig lobende Worte. Nachfolgend drei Beispiele:
„Mitte der 90er Jahren war man sich in der deutschen Film- und Kinobranche endlich sicher, die Lösung für alle strukturellen Probleme der Branche gefunden zu haben. Die Antwort lautete: Beziehungskomödie. (…) Ein weiteres Exemplar dieser Gattung … ist Honigmond. (…) Dass Honigmond mit Stereotypen bevölkert und die Story reichlich banal ist, mag kaum überraschen. Am nervigsten und teilweise an der Grenze des Unerträglichen ist jedoch das nahezu hysterische und vollkommen überdrehte Gebaren der drei Hauptdarstellerinnen.“

„Nette deutsche Komödie – und etwas besser als der Durchschnitt.“

Im Filmdienst heißt es: „Die Tempo mit Hektik verwechselnde Verfilmung einer Boulevard-Komödie, deren schaler Witz nur noch von den platten Lebensweisheiten unterboten wird. So stellt sich statt Anteilnahme sehr schnell Langeweile ein, zumal auch die tragenden Rollen nicht durchgehend adäquat besetzt sind.“